# Задарска жупания
Задарска жупания e разположена в Южна Хърватия, в северната част на историческата област Далмация. Заема площ от 3642 км². Главен град на жупанията е Задар. Други по-големи градове в жупанията е Бенковац, Биоград на Мору, Нин, Обровац и Паг. Задарска жупания е съставена от 27 общини.

## Население
Според преброяването през 2001 година Задарска жупания има 162 045 души население. Според националната си принадлежност населението на жупанията има следния състав:
- хървати 93,3 %
- сърби 3,5 %
- албанци 0,4%